# Pelješac

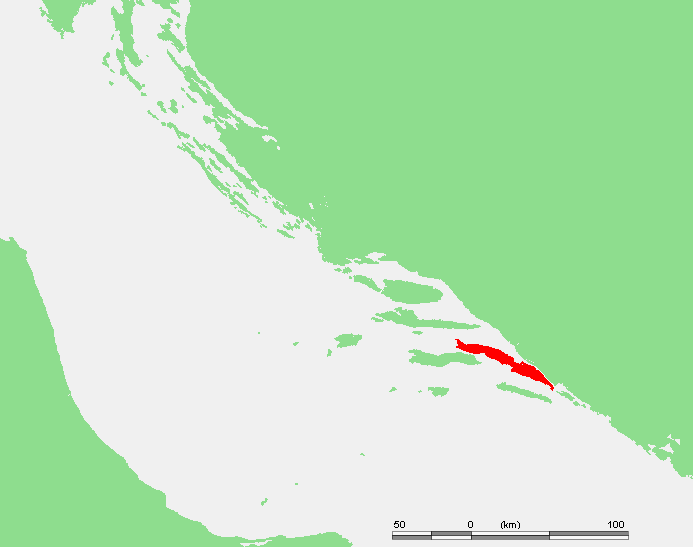
Poloha Pelješace.

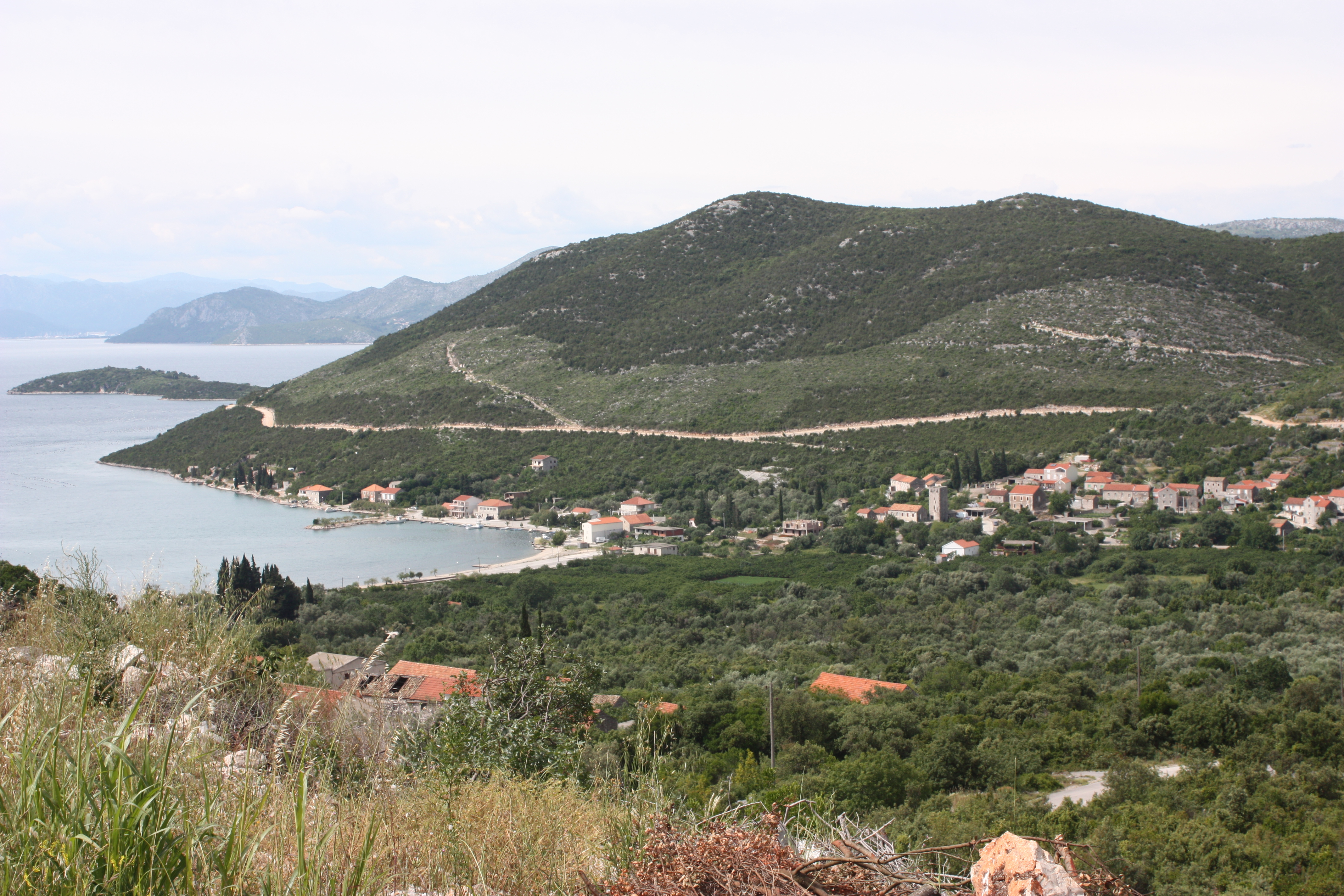
Hornatá krajina v okolí vesnice Brijesta.

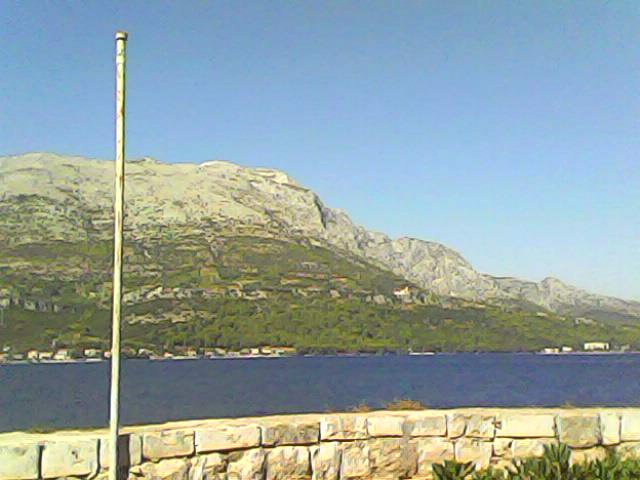
Pelješac z Korčuly.

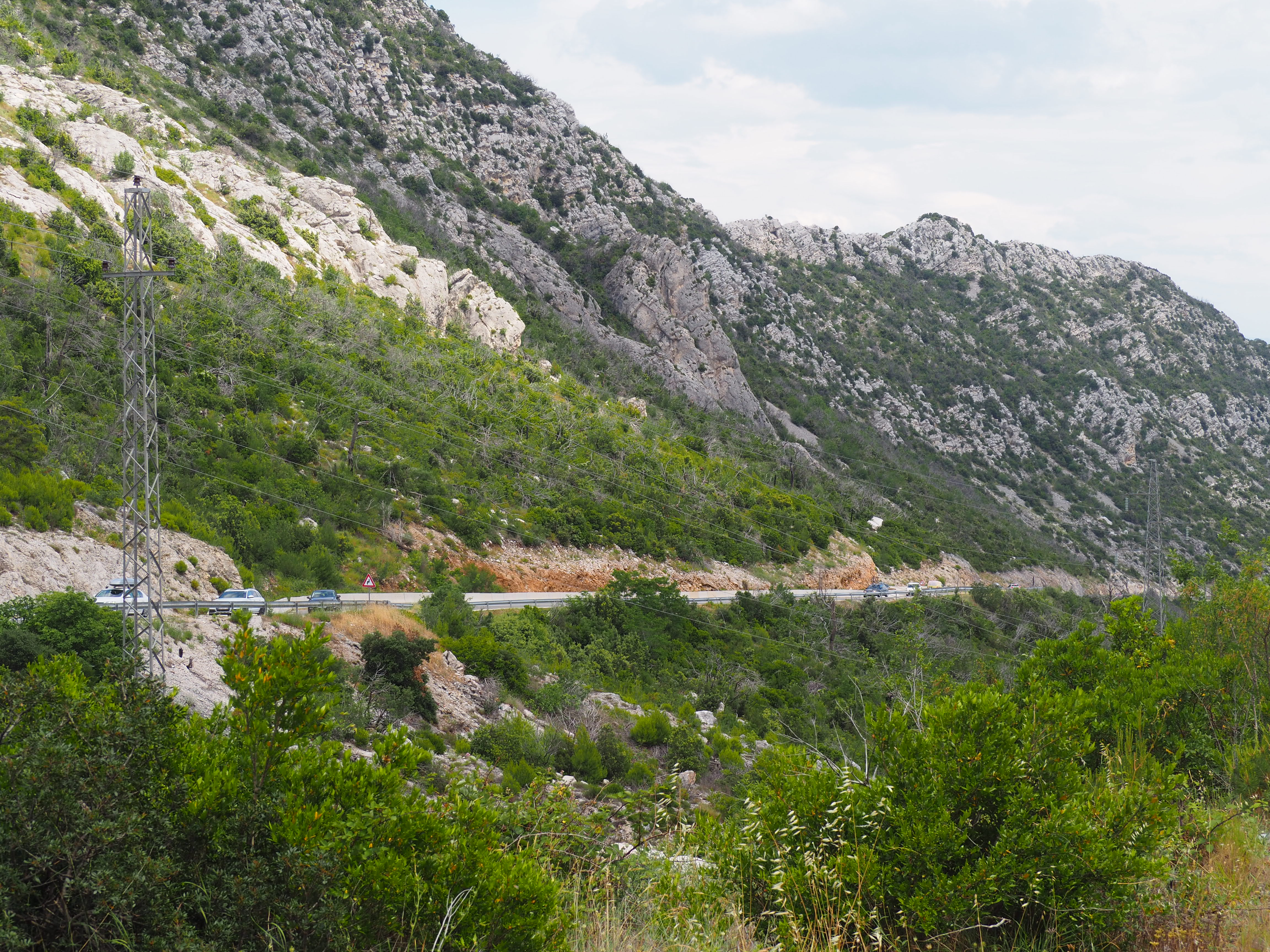
Krajina na Pelješaci.

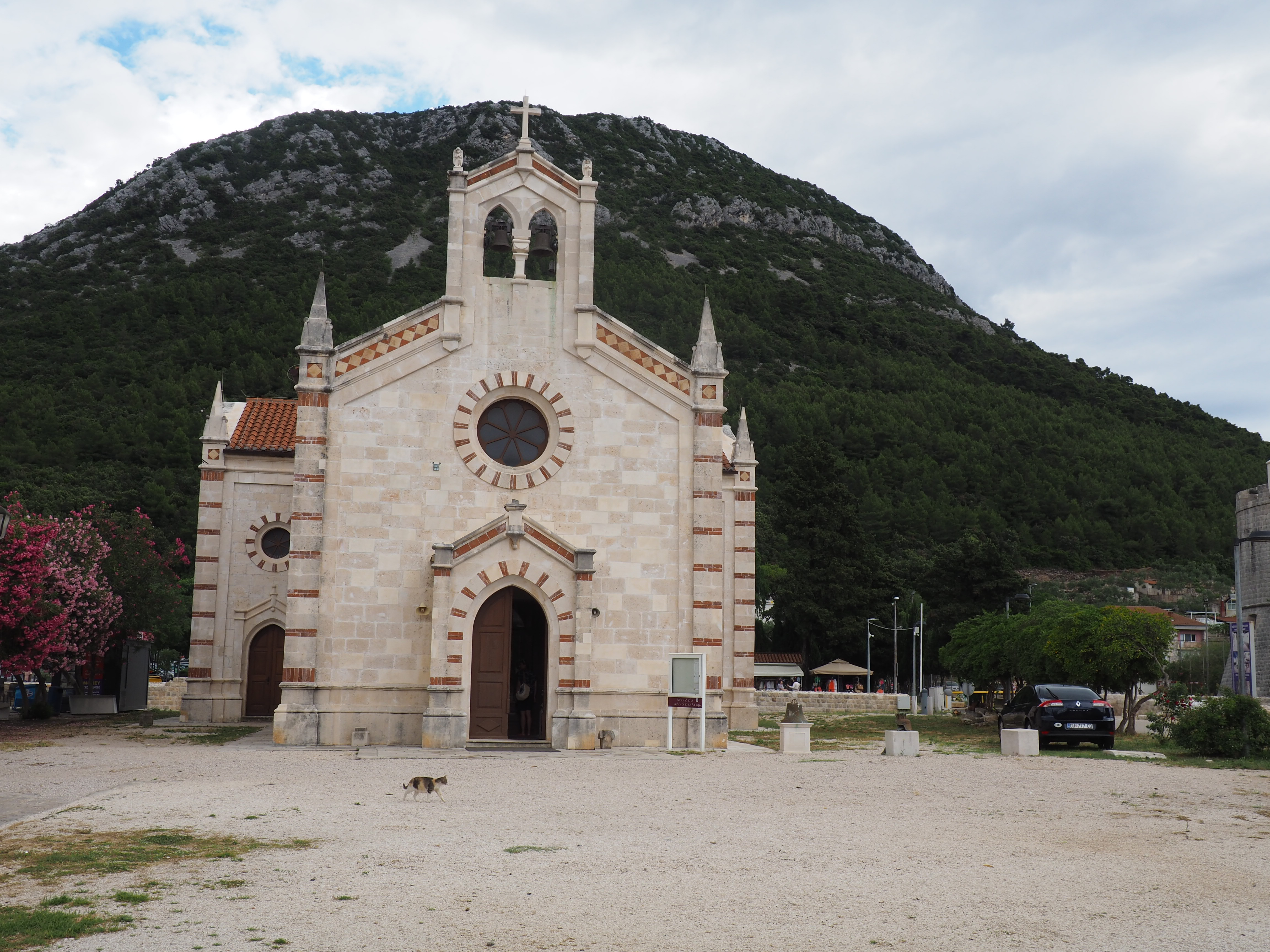
Kostel ve Stonu, hlavním městě poloostrova.

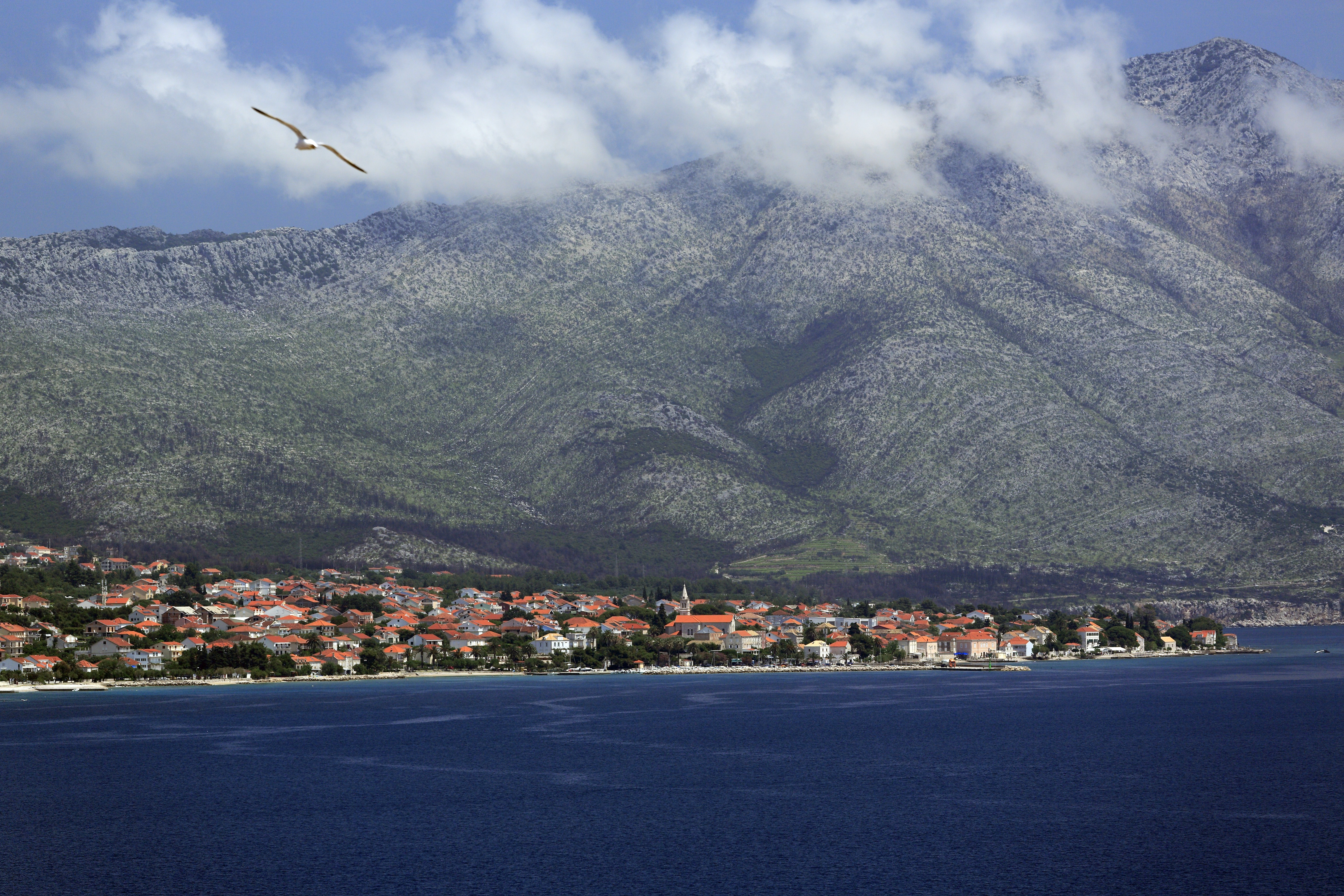
Přístavní město Orebić.

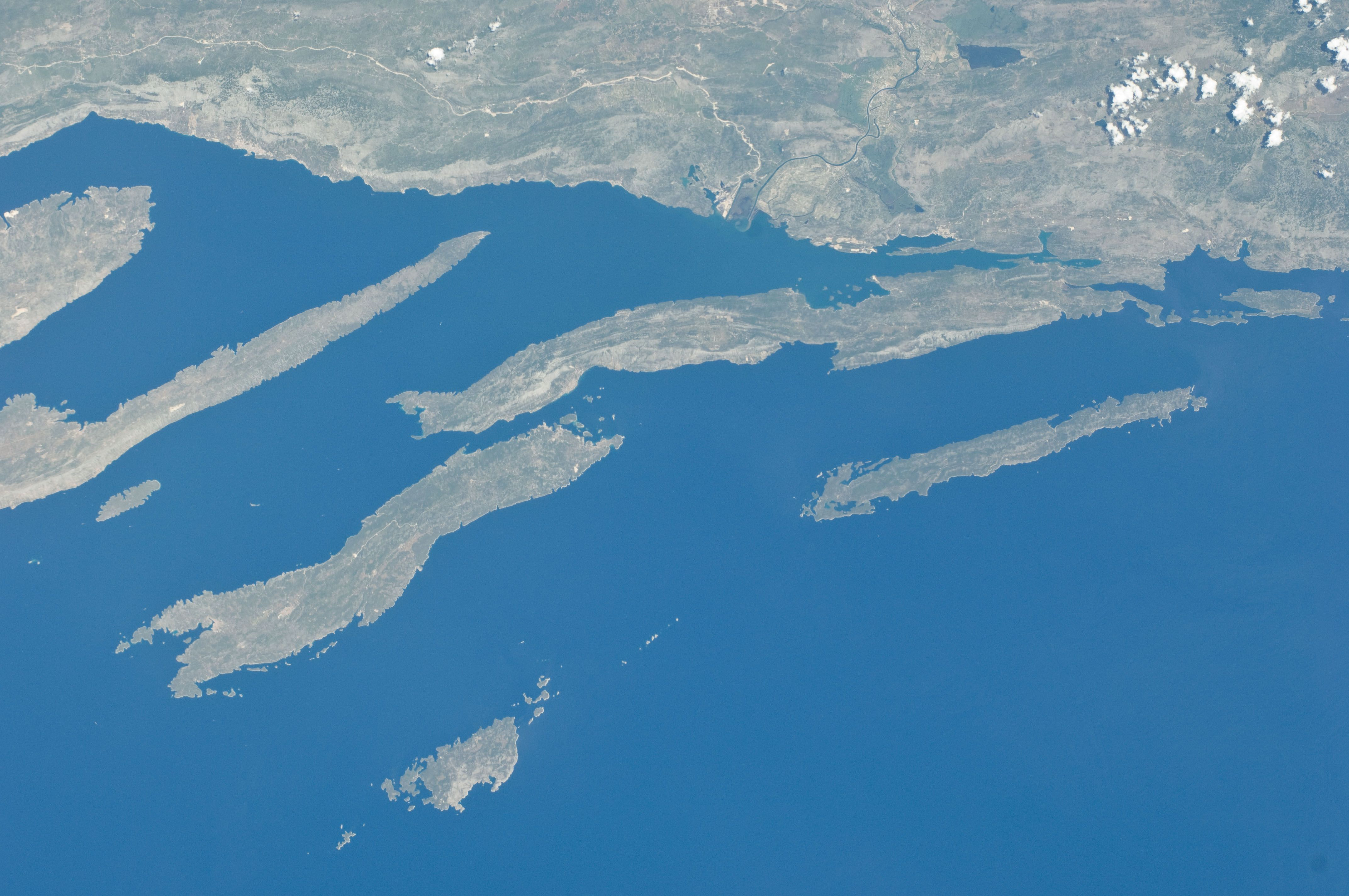
Satelitní pohled na poloostrov.

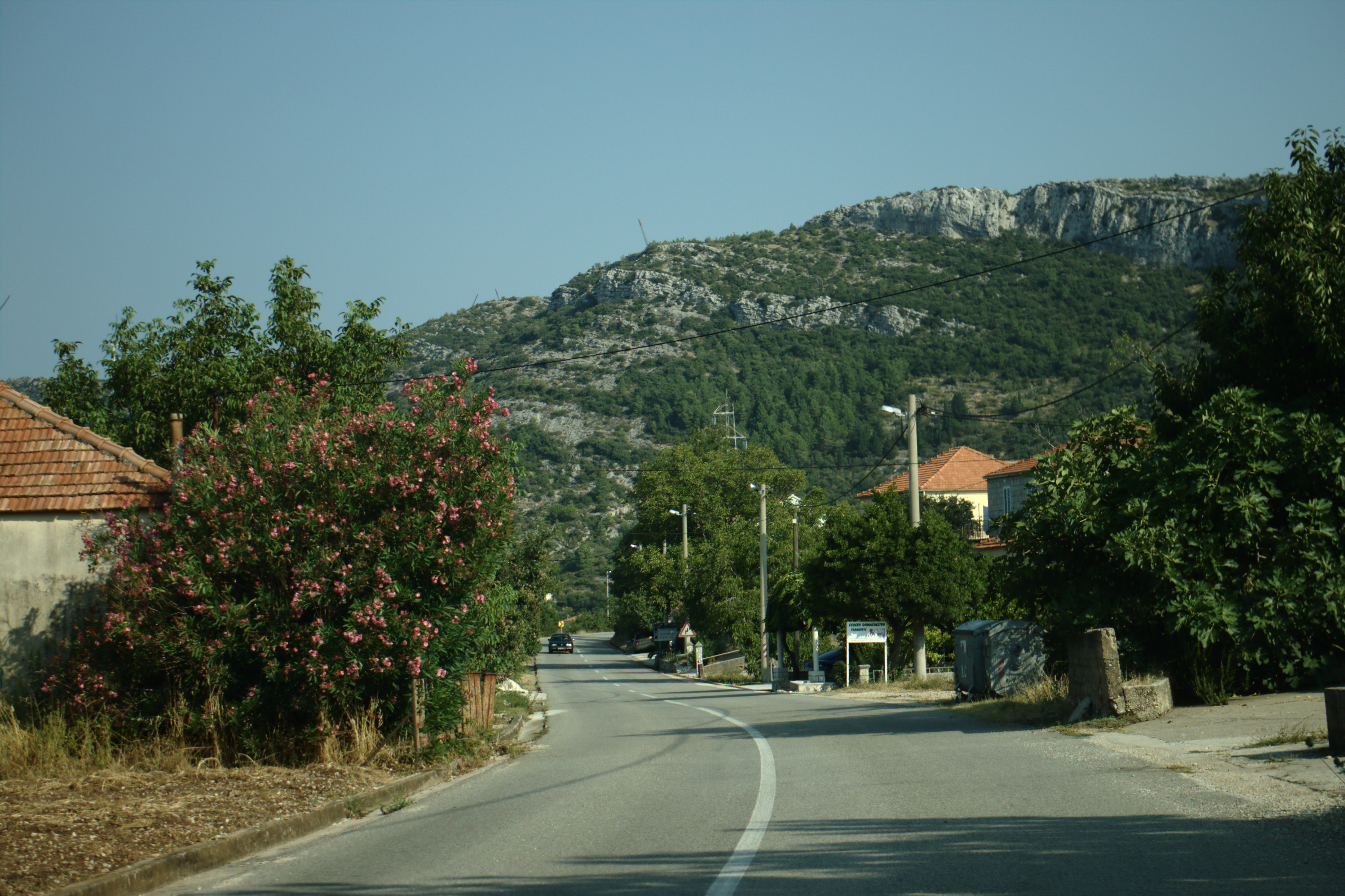
Krajina okolo silnice D414.

Pelješac (italsky Sabbioncello) dlouhý poloostrov v jižní Dalmácii v Chorvatsku, druhý největší v zemi (po Istrii). Je dlouhý přibližně 70 km a spadá pod Dubrovnicko-neretvanskou župu, nejjižnější na území státu.

## Název
Jméno Pelješac je pravděpodobně odvozeno od jména kopce nad městem Orebić, který se nazývá Pelisac. Je relativně nové, neboť v průběhu dějin byl označován jinými názvy (Stonski mys chorvatsky Stonski Rt, Puncta Stagni, Ponta di Stagno a Sabioncello). 

## Přírodní podmínky
Poloostrov leží v jižní části chorvatského pobřeží Jadranu. Má poměrně protáhlý tvar ve směru severozápad–jihovýchod. Jeho osa kopíruje tvar pobřeží pevniny. Spojení s ní má na svém jižním konci. Od vnitrozemí je oddělen Malostonským zálivem. Poloostrov Klek severně od Pelješace připadá Bosně a Hercegovině, zbytek okolní pevniny Chorvatsku. Poloostrov je součástí Dinárských hor. Pobřežní čára má délku okolo 200–220 km.[zdroj?]
Povrch poloostrova je poměrně hornatý. Nejvyšší bod představuje vrchol Sveti Ilija s nadmořskou výškou 961 m n. m., který se nachází v západní části Pelješace, nedaleko města Orebić. Mezi další vyšší body patří např. Čarović (632 m n. m.), Ćučin (615 m n. m.), Zmijino brdo (715 m n. m.) a další. Vrcholy tvoří pohoří, které se táhne přibližně v ose poloostrova, nicméně v jeho polovině jej přetíná nížina u zálivu Žuljana (chorvatsky zaton Žuljana).
Poloostrov tvoří z geologického hlediska především vápenec, místy také dolomit a v některých oblastech i flyš. Na poloostrově lze také nalézt i krasové útvary, jámy a jeskyně. Jejich počet se pohybuje souhrnně okolo padesáti. Jsou dokladem nejstaršího lidského osídlení v oblasti, nejsou nicméně do velké míry prozkoumané.

## Podnebí a vodstvo
Podnebí je středomořské. Relativně vysoké jsou místní teploty i v zimě, kdy jen v lednu a v únoru málokdy klesají pod 10 °C. Na konci léta prší velmi málo, většina srážek naopak spadne v říjnu a listopadu. Větry jugo a bura mohou v období, kdy se vyskytují, působit při nárazech značné škody.
Neexistují zde téměř žádné vodní toky, je zde jen omezený počet pramenů vody. Pro místní byly vždy významné nádrže na dešťovou vodu, největší se nachází okolo Potomlje. Vodovodní síť sem byla zavedena potrubím z řeky Neretvy v 60. letech 20. století ve snaze umožnit rozvoj a růst místních sídel, kterým se nedostával nadbytek vody. O desetiletí dříve vznikla obdobná pro město Trpanj, napájená ale z místních pramenů.

## Sídla na poloostrově
Hlavním městem Pelješaci je Ston s mohutnými hradbami postavenými za Dubrovnické republiky, které jsou druhými nejdelšími hradbami v Evropě. Také se zde nachází možná jedna z nejstarších solan v této části světa. 
Administrativně je poloostrov rozdělen do obcí (općin):
- Orebić na západní straně, s 4165 obyvateli
- Trpanj na severozápadě, 871 obyvatel
- Janjina ve středu, 593 obyvatel
- Ston na východě, s 2605 obyvateli

Kromě čtyř uvedených obcí/općin se zde nachází několik desítek vesnic, které pod ně spadají, a drtivá většina z nich se nachází mimo pobřeží moře, především z důvodů strmosti svahů a dostupné zemědělské půdě ve vnitrozemí (ač omezené). Dalším důvodem byla obava z útoků pirátů nebo dalších vzbouřenců, která byla přítomná v době existence Dubrovnické republiky. Nejmladší vesnicí je Lovište (založeno roku 1878), kam se dosídlili obyvatelé z Hvaru.

## Obyvatelstvo
Obyvatelstvo je v drtivé většině chorvatské národnosti. Počet obyvatel se dlouhodobě pohybuje okolo 10 tisíc lidí a klesá. Historicky se obyvatelstvo Pelješace vystěhovávalo do zahraničí, především do Rakouska a USA. Důvodem byl vysoký přirozený přírůstek, který vedl k tomu, že se značná část lidí na Pelješaci nedokázala uživit. Od té doby počet obyvatel přirozeným úbytkem klesá. Trend započal nejprve v chorvatské republice v rámci Jugoslávie a později i v samostatném Chorvatsku. Jedinou výjimkou je město Orebić, které si i v této době udrželo mírný vzestup. V roce 2001 podle celochorvatského sčítání lidu žilo na Pelješaci 8 234 obyvatel a hustota osídlení zde činila 23,7 obyvatel/km2, což je méně, než je celorepublikový průměr. 
Obyvatelstvo mluví částečně jekavskou (východní část) a částečně ikavskou variantou (západní část) štokavského nářečí chorvatštiny. Dělíci linii mezi oběma variantami představuje obec Janjina.
Poloostrov měl rovněž početnou italskou komunitu, která zde žila až do 19. století. Zatímco na katastrálních mapách z 30. let 19. století byly místní názvy uváděny v italštině, na mapách třetího vojenského mapování z konce století již byly chorvatské. Na konci první světové války byl připojen ke Království Srbů, Chorvatů a Slovinců, což dále vedlo k vystěhovalectví místních Italů. Dnes zde žije Italů jen velmi málo. 

## Historie
V Chorvatsku je poloostrov vnímán jako místo vzniku tradice chorvatského červeného vína a tradice lodních kapitánů, která se pojí především s městem Orebić.
První zmínky o Pelješaci jsou známy již z doby antického Řecka. Nejstaršími obyvateli byli nejspíše Ilyrové, o nichž zanechali záznamy starověcí Řekové. V 3. století našeho letopočtu byly tyto kmeny postupně romanizovány a začleněny jako integrální součást do Římské říše. Po pádu Západořímské říše převzala poloostrov Byzanc. Slované se zde usidlovali od 7. století. Pronikali sem ale postupně, neboť za hlavní cíl si určili úrodnou deltu řeky Neretvy, která se nachází nedaleko od poloostrova. Pelješac byl také občas zmiňován jako tzv. „rysí poloostrov“ (latinsky Rathaneus Kersone). Od 10. století jeho území ovládal kníže Mihajlo Višević, roku 1183 se ho zmocnili Nemanjićové, kteří jej připojili ke středověkému srbskému státu společně se Zetou (dnes na území Černé Hory). Ve 14. století poloostrov ovládal Štěpán I. Kotromanić z Bosny. 
Roku 1333 byla jižní část Zahumlje spolu se Stonem a Pelješacem prodána Dubrovnické republice. Pro ni se jednalo o blízkou a strategicky významnou oblast, jejíž koupě se zdála být velmi výhodná. Dubrovničané Ston opevnili a ustanovili z něj regionální centrum. Ston byl vybrán proto, že se okolo něj nacházelo něco málo rovné plochy, která byla vhodná pro obdělávání. Mimo jiné Dubrovničané také nechali sestavit první katastrální mapy poloostrova, díky čemuž se podařilo uchovat informace o vlastnících jednotlivých pozemků; mapy se nicméně do současnosti nedochovaly. Rovněž bylo organizováno dosidlování oblasti z pevniny a vznik nových vesnic, většinou v blízkosti antických sídel. Díky obchodu s nedalekou Osmanskou říší se dařilo některým osadám na poloostrově, jakými jsou dnešní města Orebić nebo Trpanj. V 16. století zde žilo na některých místech i pravoslavné obyvatelstvo. Tuto skutečnost dokládají i názvy některých sídel, např. Metohija. Rozvíjelo se také loďařství; již v 15. a 16. století byla v provozu loděnice ve Stonu a později zde sídlila společnost s italským názvem Associazione Marittima di Sabioncello. Vzhledem k tomu, že Dubrovnická republika platila daně Osmanské říši a byla s ní v relativně přátelském vztahu,[zdroj?] docházelo k častým vpádům dalších středozemních států na území republiky, především potom poloostrova Pelješace, který se přirozeně nabízel, neboť byl západně položený a relativně otevřený do Jaderského moře. Časté vpády se těžce podepsaly na rozvoji místních sídel.
V roce 1806 Pelješac obsadilo Francouzské císařství, o dva roky později byl začleněn do Ilyrských provinicií. Francouzi drželi celou oblast pouhých šest let, nicméně dokázali během své vlády zde vybudovat tzv. Napoleonovu cestu, kterou postavili vojáci spolu s místním obyvatelstvem, a která dopomohla lepší propojenosti celého poloostrova.
Roku 1815 jej získalo Rakouské císařství, od roku 1867 byl součástí předlitavské části monarchie. Rozvoj lodní dopravy v závěru 19. století se realizoval i výstavbou loděnice v Orebići, jejíž slavnostní otevření roku 1875 se uskutečnilo za účasti císaře Františka Josefa I.
V letech 1918–1991 byl Pelješac součástí Jugoslávie. Z administrativního hlediska se stal v roce 1929 součástí Zetské bánoviny a v roce 1939 byl potom zahrnut do bánoviny chorvatské. Během druhé světové války byl okupován fašistickou Itálií, nicméně zůstával součástí Nezávislého státu Chorvatsko jako součást Dubrovnické župy. Stejně jako celé chorvatské pobřeží Jaderského moře byl ale okupován Itálií. Po kapitulaci Itálie jej krátce obsadili Němci. Poté se navrátil poloostrov Jugoslávii. 
Poválečný rozvoj byl nicméně velmi skromný a měl podobu spíše drobného rozvoje turistiky. Již v roce 1947 byly otevřeny ubytovací zařízení v obci Viganj, nicméně jen pro potřeby domácích návštěvníků (tj. v rámci tehdejší Jugoslávie). Na Pelješaci nevyrostlo žádné větší turistické centrum. Poloostrov se stal nicméně oblíbeným místem pro rekreační objekty a chaty obyvatel Bosny a Hercegoviny; tyto vyrostly především v druhé polovině 80. let 20. století. 
V 21. století sem byla zavedena Jadranská magistrála přes Pelješacký most a rozvíjeny obnovitelné zdroje energie, především energie větrná. Výstavba mostu umožnila lepší využití turistického potenciálu poloostrova, což se pozitivně odrazilo na návštěvnosti místních kempů a dalších ubytovacích zařízení. Rok po otevření mostu se v Orebići počítal počet přenocování na 200 tisíc.

## Ekonomika a turistika
Pelješac patřil vždy v hospodářsky velmi málo rozvinutým částem země. Důvodem je jeho hornatost, odlehlost od zbytku země a omezená možnost využití půdy pro zemědělství. Rozšířený je zde chov slávek jedlých (chorvatsky školjke)., dále pěstování oliv a rybářství. Tradiční je také pěstování a výroba vína (víno Dignac, Plavac mali a další); na jižních svazích se nachází řada vinic. Na poloostrově stojí rovněž i Muzeum vína. Ve Stonu existuje již zmíněná solana na výrobu soli z mořské vody. 
Od druhé poloviny 20. století se zde rozvíjí také zmíněná turistika. Malá sídla umožňují nicméně jen omezený rozvoj v této oblasti; nebyly nikdy postaveny větší rekreační areály nebo hotely. Pelješac má několik oblíbených pláží, jako např. Prapratno, Trstenica, Divna, Mokalo a jiné. Pobřeží je nicméně většinou skalnaté a těžce přístupné. Turistické značení není souvislé a nachází se jen v blízkosti navštěvovaných míst, jako je např. vrchol Sveti Ilija. Cylistická infrastruktura má podobu víceméně značení na stávajících komunikacích. V roce 2010 se uskutečnilo na poloostrově přes 780 tisíc přenocování. Mezi zahraničními návštěvníky poloostrova jsou nejvíce zastoupeni Poláci a potom Češi.

## Doprava
Dodatečné spojení mezi Pelješacem a pevninou je vytvořeno prostřednictvím Pelješackého mostu. Most fyzicky propojuje jižní chorvatskou enklávu okolo Dubrovníku, která je od zbytku státu oddělena úzkým pruhem Bosny a Hercegoviny. Kromě toho přes poloostrov v jeho ose vede Silnice D414 (až do Orebiće), která je jeho hlavní tepnou., a potom Silnice D415 do města Trpanj na severním pobřeží poloostrova.
Z měst na pobřeží vyplouvají trajekty na další ostrovy, jako jsou např. Lastovo nebo Korčula. Železniční tratě na poloostrově nejsou. 
Na poloostrově se nachází několik poloostrovů a také tunel, který zde kdysi vybudovala Jugoslávská lidová armáda jako kryt pro ochranu lodí před případným bombardováním.
Nestojí zde žádné (ani sportovní) letiště, nejbližší jsou v Dubrovníku a ve Splitu.